# Interception

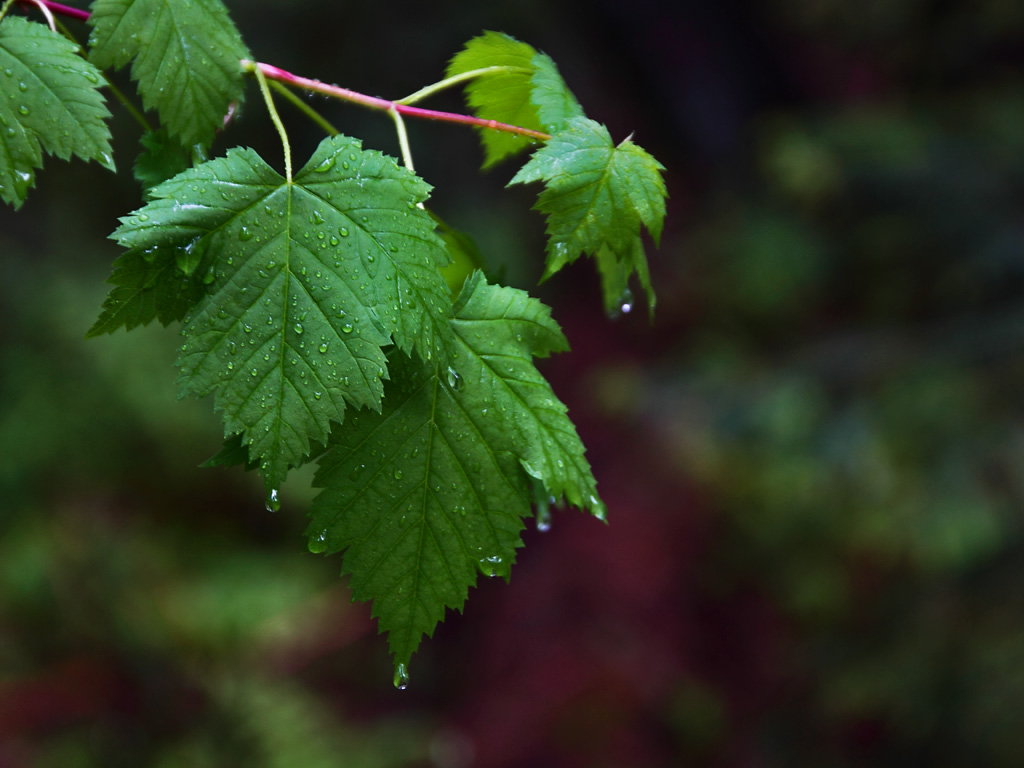
Regn som stannar kvar på lönnlöv.

Interception är ett begrepp inom hydrologi som beskriver den process i vilken nederbörd fångas upp av vegetation och andra föremål och inte rinner ner i marken, utan avdunstar. Nederbörd som inte når marken kallas för intercept. Interception kan även referera till mängden intercept. Intercept i form av snö kallas för upplega.
Till interception räknas även gutterat vatten från bladytan. Interception är en passiv process och ska inte förväxlas med den aktiva processen transpiration, som innebär att markvatten sugs upp av växternas rötter och lämnar bladen via klyvöppningarna.
Interception har stor betydelse för skogsklimat där den ger en dämpande effekt med bland annat senarelagd snöläggning och snösmältning. Interception sker dels i själva vegetationen och dels i växtrester som ligger på marken. Interceptionen i vegetationen i en skog uppgår normalt till 10-25 procent av nederbörden, men man har i täta ryska barrskogar uppmätt 40-60 procents interception. Interceptionen i växtrester på marken uppgår normalt till 1-5 procent.